# Aeroporto de Monteiro
O Aeroporto de Monteiro (IATA: ***, ICAO: SIBY) é um aeroporto localizado na cidade de Monteiro, no estado da Paraíba. Situado a 261 quilômetros da capital João Pessoa.
Apenas há uma pista de pouso que serve para pousos e decolagens de aeronaves de pequeno porte com cargas e transportes de doentes para a capital do Estado.
É o único da região de Monteiro com autorização da Infraero para decolagem e pouso de aviões de pequeno porte com as instalações do campo ampliadas pela pela empresa em parceria com o Governo do Estado.